# Modliborzyce (Lublin)
Modliborzyce is een dorp in het Poolse woiwodschap Lublin, in het district Janowski. De plaats maakt deel uit van de gemeente Modliborzyce en telt 1200 inwoners.